# 가사기 (방호순양함)
가사기(笠置)는 일본 제국 해군의 방호순양함으로 가사기형 방호순양함 1번함이다. 함 명은 교토의 가사기 산(288m)을 따서 지었으며, 자매함으로는 ‘지토세’가 있다.

## 개요
청일 전쟁 직후 1896년 제1기 해군 확장 계획의 일환으로 3척의 방호순양함이 계획되었고, 한 척(다카사고)은 영국에, 두 척(가사기, 지토세)은 미국에 발주되었다. 미국에 주문한 것은 외교적인 배려로 이뤄진 것으로 알려져 있다. 미국에 주문한 두 척은 가사기형 방호순양함 중 1번함인 ‘가사기’이며, 크램프 사에 발주되었다. 제원은 같은 시기에 영국 암스트롱 사에 주문한 ‘다카사고’(高砂)와 거의 동일했다.
1898년 10월 24일 필라델피아 조선소에서 준공하여, 다음날 델라웨어에서 거행된 미국 〈전승 기념 관함식〉에 참석했다. 같은 해 11월 2일 미국을 출발하여, 영국 암스트롱 휘트워스 사에서 무장을 탑재했다. 일본에는 다음날 1899년 5월 16일 출발하여, 요코스카에 도착했다.
1900년 의화단 운동이 발발하자 5월부터 9월까지 다구에 투입되었다. 1904년 러일 전쟁에서는 여순항 해전, 황해 해전 등에 참가 이듬해 5월 27일 쓰시마 해전에 참가했다.
1910년에 사관학교 생도를 싣고 하와이 방면으로 항해를 했고, 제1차 세계 대전에서 청도 공략 작전에 참가 후 남중국 방면의 경계에 투입되었다.
대전 중인 1916년 5월 20일 좌초한 급유 선박 ‘시지키마루’(志自岐丸)를 견인하기 위해 아키타로 향하다가 쓰가루 해협에서 좌초되어, 8월 10일에 선체가 파괴되었다. 같은 해 11월 5일 제적되었고, 12월 12일에 매각되었다.

## 참고자료
- 해군역사보존회 『일본해군사』 제7권, 제9권, 제10권, 다이치 호키 출판사 1995년
- 잡지 《마루》 편집부 『사진 일본 군함 제5권 중순양함 I』 (고진샤 1989년) ISBN 4-7698-0455-5
- 후쿠이 시즈오 『후쿠이 시즈오 전집 제4권 일본 순양함 이야기』 (고진샤 1992년) ISBN 4-7698-0610-8
- 《관보》